# ادام (جبلة)

تعديل مصدري - تعديل

اُدام هي إحدى قرى عزلة الشراعي بمديرية جبلة التابعة لمحافظة إب، بلغ تعداد سكانها 187 نسمة حسب تعداد اليمن لعام 2004.